# Banhac
Banhac (en francès Bagnac-sur-Célé) és un municipi francès situat al departament de l'Òlt i a la regió d'Occitània.

## Demografia
| 1962                                       | 1968  | 1975  | 1982  | 1990  | 1999  | 2006  |
| ------------------------------------------ | ----- | ----- | ----- | ----- | ----- | ----- |
| 1.580                                      | 1.670 | 1.691 | 1.724 | 1.582 | 1.519 | 1.551 |
| Des de 1962: població sense dobles comptes |       |       |       |       |       |       |

## Administració
| Període   | Identitat     | Partit |
| --------- | ------------- | ------ |
| 1960-1965 | Jean Najac    |        |
| 1965-1971 | Louis Guidon  |        |
| 1971-2001 | Robert Bories | RPR    |
| 2001-     | Fausto Araqué |        |